# Mali hívójelkörzetei
Mali jelenleg (2024) nincs felosztva hívójelkörzetekre.
A Mali számára az ITU a TZ hívójelprefixet határozta meg.
| Prefix | Körzet | Hely/jelleg | ITU zóna | CQ zóna | 1 szintű QTH lokátor |
| ------ | ------ | ----------- | -------- | ------- | -------------------- |
| TZ     | [0..9] | Mali        | 46       | 35      | IL, JL, IK, JK       |

## Lajstromjel
Vízi és légi járművek lajstromjelezéséhez a TZ prefixet használják.